# Prarolo
Prarolo (Plareu in piemontese) è un comune italiano di 718 abitanti della provincia di Vercelli in Piemonte.

## Storia
Fino alla liquidazione dei beni abbaziali in epoca napoleonica, Prarolo era un possedimento dell'abbazia di Santo Stefano di Vercelli.

### Simboli
(D.P.R. n. 4751 del 31 agosto 1988)
Il gonfalone comunale è un drappo partito di azzurro e di bianco.

## Monumenti e luoghi di interesse

### Architetture religiose
- Chiesa della Beata Vergine Assunta: sita nel centro del paese, la chiesa della Beata Vergine Assunta fu edificata nel 1628 su commissione del cardinale Federico Borromeo, abate commendatario di Santo Stefano. Nello stesso anno fu costruita anche una cappella dedicata ai santi Paolo e Grato.[4]

### Architetture militari

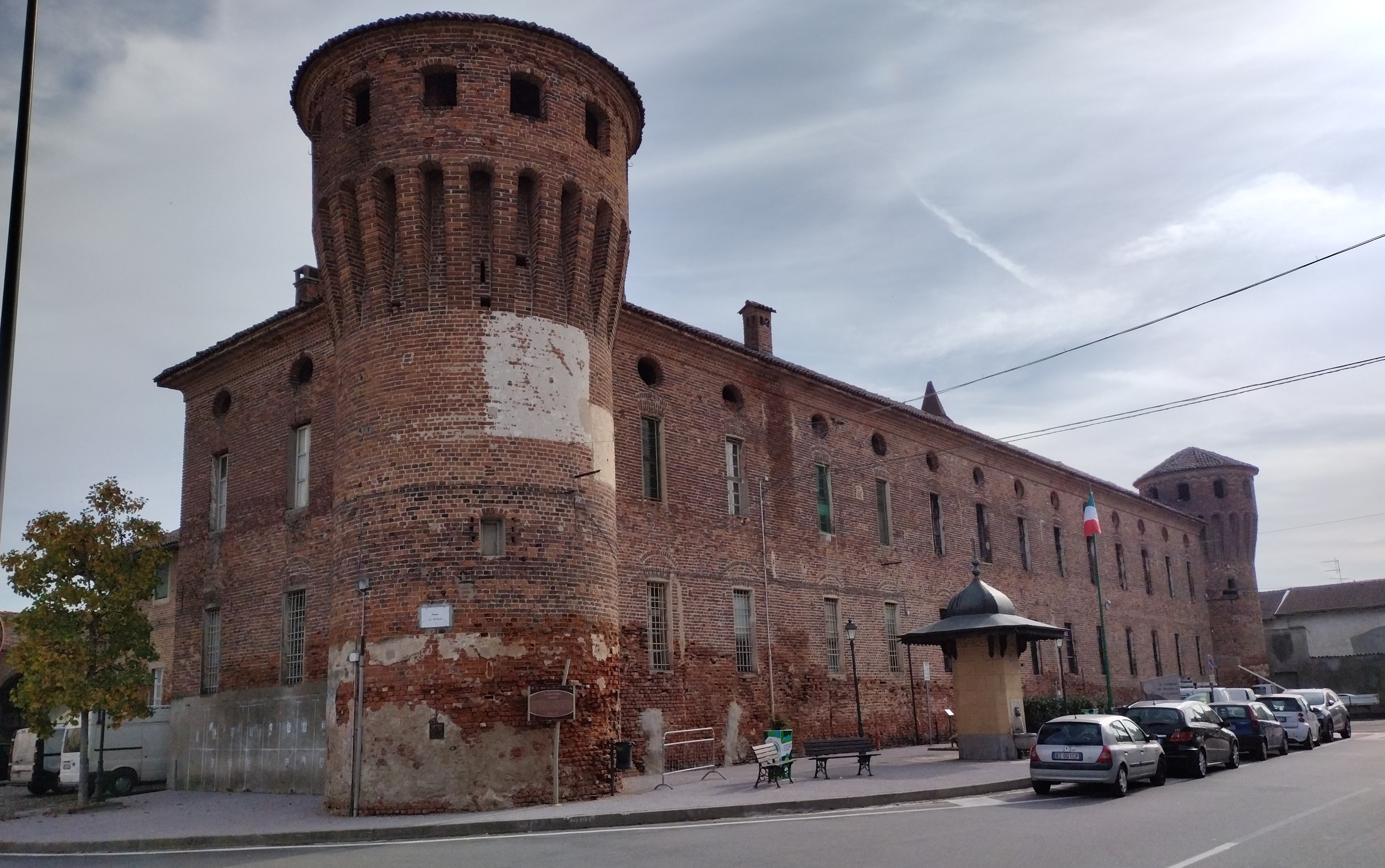
Il castello

- Castello medioevale: anch'esso situato in centro del paese, è attestato fin dal 1398, nella forma attuale, ma probabilmente più antico.[5] Ha due torri angolari cilindriche e da una quadrangolare, indipendente all'interno. La torre quadra antecedente al 1398, prima opera fortificata (rivellino), serviva alla protezione dell’accesso alla fortificazione servita da un ponte levatoio, di cui sono ancora evidenti alcuni elementi. Il castello fu dei Centoris, passò poi nel 1620 ai Langosco, quindi nel 1722 ai Losa, conti di Prarolo. Fu oggetto di azioni di guerra solo nel 1859, prima della battaglia di Palestro.

## Società

### Evoluzione demografica
Abitanti censiti